# Биллингтон, Тедди
Эдвин «Тедди» Биллингтон (англ. Edwin "Teddy" Billington; 14 июля 1882, Саутгемптон, Великобритания — август 1966, Пайн Брук, США) — американский велогонщик, серебряный и трижды бронзовый призёр летних Олимпийских игр 1904.
На Играх 1904 в Сент-Луисе Биллингтон соревновался во всех семи гонках. Он выиграл серебряную медаль в заезде на 0,5 мили, и бронзовые награды на дистанциях 0,25, 0,33 и 1 мили. В гонке на 2 мили он стал четвёртым, а на 5 и 25 не смог финишировать.